# Palacio Nacional (Malasia)
El Palacio Nacional (en malayo: Istana Negara) Fue junto con Jalan Istana  la residencia oficial del Yang di-Pertuan Agong (Rey) de Malasia. Se encuentra en un espacio de 13 acres (50.000 metros cuadrados), que se localiza en una posición privilegiada en la ladera de una colina de Bukit Petaling con vistas al río Klang, a lo largo de Jalan Syed Putra.
Fue reemplazado por un nuevo palacio como residencia oficial del Rey en 2011.
El palacio fue originalmente una mansión de dos pisos que se llamaba la casa grande construida en 1928 por un millonario local chino, Chan Wing. Durante la ocupación japonesa de 1942 a 1945, fue utilizado como residencia del gobernador japonés. Después de la rendición de los japoneses, el 15 de agosto de 1945, la Administración militar británica tomó posesión. Con la formación de la Federación de Malaya en 1950, el Gobierno del Estado de Selangor alquiló la residencia. Después sería renovado para convertirse en el palacio de Su Majestad el Sultán de Selangor. En 1957, los dueños vendieron la propiedad de 13 acres al Gobierno Federal malayo.